# Alexander Williams Randall
Alexander Williams Randall (Ames, 31 ottobre 1819 – Elmira, 25 luglio 1872) è stato un politico statunitense.

## Biografia
Nato nello stato di New York, suo padre era un giudice, seguì la sua famiglia a Waukesha, nello stato del Wisconsin, dove suo padre morì nel 1853. Studiò legge, alla sua morte il corpo venne seppellito al  Woodlawn National Cemetery. Fu il ventiduesimo direttore generale delle poste degli Stati Uniti durante la presidenza di Andrew Johnson (diciassettesimo presidente).